# Шипченски отряд
Шипченският отряд е войсково съединение на Действуващата руска армия в Руско-турската война (1877 – 1878).
Формиран е в началото на август 1877 г. Оперативно е в състава на Южния отряд. Първоначално включва по-голямата част на Габровския отряд с командир генерал-майор Валериан Дерожински. Заема позиция за отбрана на Шипченския проход срещу Централната армия с командир Сюлейман паша.
В състава му са Тридесет и шести пехотен орловски полк, Тридесет и пети пехотен брянски полк (пристигнал като подкрепление от Ловчанско-Севлиевския отряд на 9 август), 1-ва, 2-ра, 3-та, 4-та и 5-а дружина от Българското опълчение и артилерийски батареи. Общият му състав е от 7500 офицери и войници и 27 оръдия. Началник на отряда е командирът на Българското опълчение генерал-майор Николай Столетов. Началник на щаба е полковник Ефим Ринкевич. Старши офицер е генерал-лейтенант Виктор Кренке.
Задачата на отряда е отбраната на Шипченския проход срещу превъзхождащите сили на Централната османска армия до пристигането на подкрепления от Южния отряд с командир генерал-лейтенант Фьодор Радецки.
Шипченският отряд изнася главната тежест на отбраната на Шипченския проход през август 1877 г. и с чест отстоява прохода. Загубва 49 % от личния си състав: 673 убити, 2967 ранени и безследно изчезнали войници и офицери.
Със затихването на боевете през август частите на отряда последователно са изтегляни в Габрово за възстановяване. Заменени са от части на 14-а пехотна дивизия, 4-та стрелкова бригада и 53-ти волински пехотен полк, а от октомври позициите заема 24-та пехотна дивизия и т.н. Началници на отряда са командирите на дивизии. Отстояват прохода през септемврийските боеве и зимното стоене на Шипка. Загуби: 700 убити и ранени, 9500 болни и измръзнали.
В началото на януари 1878 година Шипченският отряд в състава на централната колона на Южния отряд участва в разгрома и пленяването на Централната османска армия при село Шейново. Бойната му активност е със стратегическо значение за победата във войната.